# Pedro Esqueda Ramírez
Pedro Esqueda Ramírez (San Juan de los Lagos, 29 de abril de 1887 - Teocaltitán, 22 de noviembre de 1927) fue un sacerdote y mártir católico mexicano. Canonizado por Juan Pablo II el 21 de mayo de 2000.

## Biografía
Entró al seminario en Guadalajara a la edad de quince años, ordenándose sacerdote en 1916. Fue designado como vicario de San Juan de los Lagos. 
A consecuencia de la Guerra Cristera, Esqueda continuó celebrando misa de manera secreta, razón por la que fue aprehendido y torturado por el Ejército Mexicano y fusilado el 22 de noviembre de 1927 sumariamente en las inmediaciones de Teocaltitán, en Jalisco.
Sus restos se encuentran en el presbiterio de la Catedral Basílica de Nuestra Señora de San Juan de los Lagos.
Fue canonizado por Juan Pablo II el 21 de mayo de 2000, junto a otros veintiséis religiosos y laicos mexicanos, muchos de ellos víctimas de la persecución religiosa desatada en México durante la Guerra Cristera (1926-1929).